# John Ehrlichman

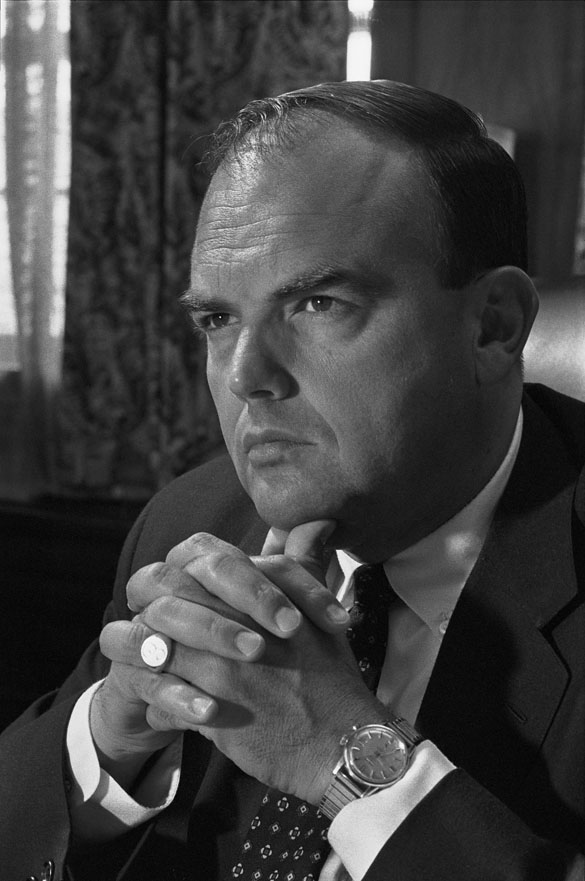
John Ehrlichman 1969.

John Daniel Ehrlichman, född 20 mars 1925 i Tacoma, död 14 februari 1999 i Atlanta, var en amerikansk jurist och inrikespolitisk rådgivare åt president Richard Nixon mellan 1969 och 1973. Han var en av huvudaktörerna i Watergateaffären.
Ehrlichman tog värvning i flygvapnet 1943 och tog avsked 1945 som förste löjtnant. 1948 examinerades han från University of California och tog juridisk examen från Stanford University 1951, varefter han tillsammans med andra grundade en advokatbyrå i Seattle. Han blev inrikespolitisk rådgivare för Nixon 1969 kom att tjänstgöra nära Vita husets stabschef H. R. Haldeman. Han organiserade den grupp av informatörer kallade rörmokarna ("the plumbers") som både skulle framta politiska underrättelser och förhindra informationsläckor. Efter att Daniel Ellsberg 1971 läckte Pentagondokumenten åt The New York Times om USA:s inblandning i Vietnamkriget, utförde rörmokarna ett inbrott på kontoret till Ellsbergs psykiatriker i syfte att förskaffa information om Ellsberg. Fem av rörmokarna ertappades då de den 17 juni 1972 begick intrång på demokraternas partihögkvarter i kontorskomplexet Watergate.
Ehrlichman bidrog till mörkläggningen av Vita husets inblandning i skandalen, men när hans förehavanden blev kända, lämnade han sina uppdrag i april 1973. Han dömdes 1974 till fängelse i mellan två och ett halvt och fem år för mened, stämpling och hindrande av rättvisa. Han frigavs i april 1978. Han skrev tre memoarböcker om sin tid inom Nixonadministrationen; The Company (1976), The Whole Truth (1979) och Witness to Power: The Nixon Years (1982).